# Оберлен, Димитри
Димитри́ Жозе́ф Оберле́н Мфомо́ (фр. Dimitri Joseph Oberlin Mfomo; род. 27 сентября 1997[…], Яунде, Камерун) — швейцарский футболист, нападающий клуба «Серветт». Выступал за сборную Швейцарии.

## Клубная карьера
Оберлен является воспитанником футбольного клуба «Цюрих». Дебютировал в швейцарском чемпионате ещё в 16-летнем возрасте, 18 мая 2014 года в поединке против «Арау», выйдя на 90-й минуте на замену вместо Педро Энрике.
В 2015 году его за миллион евро приобрёл австрийский футбольный клуб «Ред Булл» из города Зальцбург. 25 июля 2016 года дебютировал в австрийской Бундеслиге, в поединке против «Маттерсбурга», выйдя на замену на 70-й минуте вместо Марко Джуричина. Всего за «Ред Булл» выходил в 12 встречах, где сумел трижды отличиться. Кроме этого, Димитри параллельно играл за вторую команду «Ред Булла» — «Лиферинг». За них в сезоне 2015/16 провёл 15 матчей, отличившись семь раз.

## Карьера в сборной
Димитри постоянный игрок юношеских сборных Швейцарии. За команду до 19 лет в 11 матчах забил 9 голов.

## Достижения
«Ред Булл» (Зальцбург)
- Чемпион Австрии: 2015/16
- Обладатель Кубка Австрии: 2015/16